# Miltochrista longaria
Miltochrista longaria là một loài bướm đêm thuộc phân họ Arctiinae, họ Erebidae.